# Hrollaug Rögnvaldarson
Hrollaug Rögnvaldsson foi um caudilho víquingue da Noruega, jarl de Mær no século IX. Era filho de jarl Rognvald Eysteinsson e Hild Hrólfsdóttir. Irmão de Hrolf Ganger (Rolão), primeiro caudilho víquingue que principiaria uma estirpe que veio a governar o Ducado da Normandia, Ivar Rögnvaldsson e de Thorir Rögnvaldarson, jarl de Møre.
À excepção do seu filho mais velho Brico que acompanhou as hordas víquingues que devastavam Normandia, seguindo o seu tio Rolão conseguiu fixar-se naquelas terras. Hrollaug e os seus parentes emigraram para a Islândia insatisfeitos com a tirania de Haroldo I da Noruega, estabelecendo a sua propriedade em Breiðabólstaður (Eyjafjörður), sendo o primeiro goði do clã familiar dos Hrollaugsniðjar, que adquire o seu nome, e onde nasceram os seus restantes descendentes.